# キング・ギザード&ザ・リザード・ウィザード
キング・ギザード&ザ・リザード・ウィザード（英: King Gizzard and the Lizard Wizard）は、オーストラリアのロックバンド。2010年結成。初期の作品ではサーフ・ミュージックとガレージロックを融合させ、サイケデリック・ロックの作品の発表を経て2010年代後半にはジャズ・フュージョン、フォークを取り入れ、幅広い音楽スタイルの作品を発表している。

## メンバー
- スティー・マッケンジー Stu Mackenzie - ボーカル、ギター、フルート、キーボード、メロトロン、ベース、シタール、ズルナ、クラリネット、サクソフォーン
- アンブローズ・ケニー・スミス Ambrose Kenny-Smith - ハーモニカ、 キーボード、オルガン、ボーカル、パーカッション、ギター
- ジョーイ・ウォーカー Joey Walker - ギター、キーボード、ボーカル、ベース、セタール
- クック・クレイグ Cook Craig - ギター、キーボード、ボーカル、ベース
- ルーカス・スキナー Lucas Skinner - ベース、ボーカル、キーボード
- マイケル・カバナー Michael Cavanagh - ドラムス、パーカッション

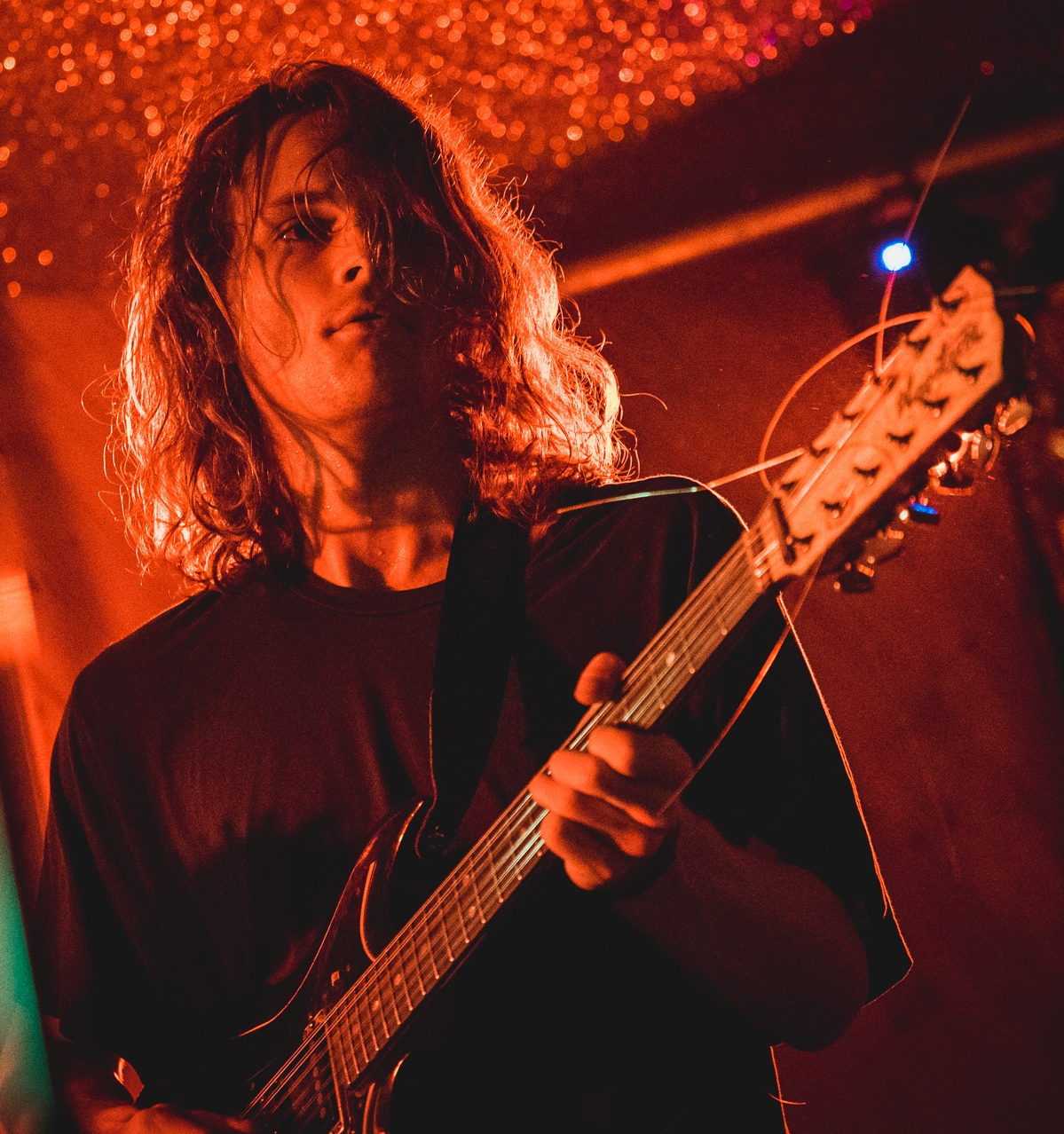
スティー・マッケンジー

## ディスコグラフィ

### スタジオ・アルバム
- 12 Bar Bruise 12バー・ブルーズ (2012年)
- Eyes Like the Sky アイズ・ライク・ザー・スカイ (2013年)
- Float Along – Fill Your Lungs フロート・アロング ‐ フィル・ヨー・ラングズ (2013年)
- Oddments オドメンツ (2014年)
- I'm in Your Mind Fuzz アイム・イン・ヨー・マインド・ファーズ (2014年)
- Quarters! クォータース！(2015年)
- Paper Mâché Dream Balloon ペーパー・マシェー・ドリーム・バルーン (2015年)
- Nonagon Infinity ノナゴン・インフィニティー (2016年)
- Flying Microtonal Banana フライング・マイクロトナル・バナナ (2017年)
- Murder of the Universe マーダー・オブ・ザー・ユーニバース (2017年)
- Sketches of Brunswick East スケチェズ・オブ・ブランスィック・イースト (2017年)
- Polygondwanaland ポリゴンドワナランド (2017年)
- Gumboot Soup ガンブート・スープ (2017年)
- Fishing For Fishies フィシンング・フォー・フィシース (2019年)
- Infest the Rats’ Nest インフェスト・ザ・ラッツ・ネスト(2019年)
- K.G. (2020年)
- L.W. (2021年)
- Butterfly 3000 (2021年)
- Made in Timeland (2022)
- Omnium Gatherum (2022)
- Ice, Death, Planets, Lungs, Mushrooms and Lava (2022)
- Laminated Denim (2022)
- Changes (2022)
- PetroDragonic Apocalypse; or, Dawn of Eternal Night: An Annihilation of Planet Earth and the Beginning of Merciless Damnation (2023)
- The Silver Cord (2023)
- Flight b741 (2024)
- Phantom Island (2025)

### EP
- Anglesea (2011)
- Willoughby's Beach (2011)
- Satanic Slumber Party (2022)

### リミックス・アルバム
- Butterfly 3001 (2022)

### ライブ・アルバム
以下のほか、非公式のライブアルバムを多数発表している。
- Chunky Shrapnel (2020)
- Live In San Francisco '16 (2020)